# Ammotrechula
Ammotrechula es un género de arácnidos solifugos perteneciente a la familia Ammotrechidae que se distribuye por América desde Ecuador hasta Estados Unidos.

## Especies
Según solpugid.com
- Ammotrechula boneti Mello-Leitão, 1942
- Ammotrechula borregoensis Muma, 1962
- Ammotrechula catalinae Muma, 1989
- Ammotrechula gervaisii (Pocock, 1895)
- Ammotrechula lacuna Muma, 1963
- Ammotrechula mulaiki Muma, 1951
- Ammotrechula peninsulana (Banks, 1898)
- Ammotrechula pilosa Muma, 1951
- Ammotrechula saltatrix (Simon, 1879)
- Ammotrechula schusterae Roewer, 1954
- Ammotrechula venusta Muma, 1951
- Ammotrechula wasbaueri Roewer, 1934